# 570
سنة 570 م

## مواليد
- أعشى قيس
- صفية بنت عبد المطلب
- عمار بن ياسر
- شيلديبيرت الثاني
- ثيوديليندا

## وفيات
- أبرهة الحبشي بعد محاولته هدم الكعبة.
- عبدالله بن عبدالمطلب
- غيلداس
- يوحنا النحوي